# Biləcəri
Biləcəri – osiedle typu miejskiego w Azerbejdżanie, należące do miasta wydzielonego Baku. Liczy 44 666 mieszkańców (dane na rok 2008). Ośrodek przemysłowy.